# کاربی (شلسویگ-هولشتاین)
کاربی (به آلمانی: Karby) یک شهر در آلمان است که در رندسبورگ-اکرنفورده واقع شده‌است.
 کاربی  ۵۶۰ نفر جمعیت دارد.